# Sarah Cruddas

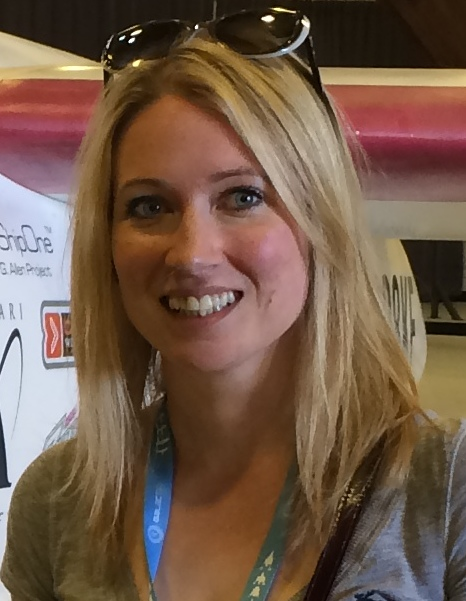
Sarah Cruddas beim Ansari X-Prize-Jubiläum 2014 in Mojave, Kalifornien.

Sarah Jane Cruddas (geb. 8. Dezember 1983) ist eine in Los Angeles lebende britische Fernsehmoderatorin, Weltraumjournalistin, Autorin und Wissenschaftskommunikatorin.
Sie ist Ermittlerin in der Fernsehserie „Contact“ auf dem Discovery Channel und dem „Science Channel“ und tritt auch in anderen Sendungen auf diesen Kanälen auf.
Außerdem ist sie Co-Moderatorin der Sendung „UFO Conspiracies“ with Craig Charles auf dem History Channel im Vereinigten Königreich. Sie hat einen akademischen Hintergrund in Astrophysik und ist die Autorin mehrerer Bücher über Weltraumforschung.

## Herkunft und Jugend
Cruddas wurde in Wales geboren, wuchs in East Riding of Yorkshire auf und besuchte die South Hunsley School in Melton und das Wyke College in Kingston upon Hull, wo sie ihren Advanced Level in Mathematik, Höhere Mathematik, Physik und Chemie machte. Als Schülerin gewann sie den Young Scientist 2000 Award und nahm am International Space Camp der NASA teil. Sie hat einen Bachelor of Science in Physik und Astrophysik von der University of Leicester und ein Post Graduate Diplom in Rundfunkjournalismus von der University of Westminster.

## Karriere
Nach ihrem Abschluss begann Cruddas ihre Karriere zunächst als Rundfunkjournalistin und Reporterin bei der BBC. Dann arbeitete sie für die Radiosender „BBC Coventry & Warwickshire“, „BBC Hereford & Worcester“ und BBC Radio 1Xtra. Außerdem moderierte sie Nachrichten beim Sportsender Talksport. Im Juli 2008 begann sie als Wettermoderatorin für das BBC-Programm „Look North“ zu arbeiten. Sie moderierte und berichtete auch für lokale Radiosender wie „BBC Radio Humberside“, „BBC Lincolnshire“, „BBC Radio Leeds“, „BBC Radio Sheffield“ und „BBC Radio York“. Während ihrer Tätigkeit bei Look North entwickelte sie auch nationale Wissenschaftssendungen für BBC 4 und BBC 2 und arbeitete als Wissenschaftsreporterin für Look North und BBC Radio 5 Live. Im Juli 2011 arbeitete sie bei der NASA als Reporterin, die für BBC Radio über den letzten Start und die letzte Landung des Space Shuttle berichtete.
Im November 2011 verließ sie Look North, um als Wissenschaftskorrespondentin bei der BBC in Salford zu arbeiten. Cruddas berichtete auch für den BBC News Channel und trat als Expertin in den Sendungen „Coast“ und „Newsround“ auf. Außerdem moderierte sie Wissenschaftssendungen für „BBC Learning“. Im Juli 2012 verließ sie die BBC. Von 2012 bis 2019 arbeitete sie als Weltraumjournalistin und Fernsehmoderatorin im Vereinigten Königreich und wurde zu einer beliebten Stimme des Weltraums im britischen Fernsehen, vor allem bei Sky News, „Channel 5 News“ und ITV. Darüber hinaus arbeitete sie weiterhin für die BBC als Reporterin für „BBC News“ und „Horizons Business“ auf BBC World und moderierte Sendungen über Weltraumforschung auf BBC Radio 4, BBC GNS und BBC World Service.
Mitte der 2010er Jahre begann sie in den USA zu arbeiten und wurde zu einer beliebten und einflussreichen Person in der Raumfahrtindustrie, außerdem tritt sie regelmäßig in Dokumentarfilmen auf, die auf dem Discovery Channel ausgestrahlt werden. Seit 2019 ist sie Ermittlerin in der Fernsehserie „Contact“ auf dem Discovery Channel und beim „Science Channel“.
Cruddas schrieb für die Sunday Times, New Scientist, BBC Futures, BBC Sky at Night magazine, BBC On-line, BBC Focus, Grazia magazine und The Royal Aeronautical Society.
Cruddas ist Autorin von drei Kinderbüchern, die bei Dorling Kindersley erschienen sind: DK Find Out! Solar System, Do You Know About Space? und The Space Race. Das dritte Buch wurde das erste britische Kinderbuch, das an den Rand des Weltraums reiste, nachdem Cruddas das Buch mit einem Ballon von der Landschaft in der Nähe von Sheffield, South Yorkshire, gestartet hatte. Im September 2020 veröffentlichte sie ihren ersten Titel für Erwachsene – Look Up: Our story with the stars, das ein Vorwort des Apollo-11-Astronauten Michael Collins enthält. 2022 erschien das Buch Moon Paradise.

## Persönliches
Seit dem ihre Green Card im September 2021 bewilligt wurde, lebt sie in Los Angeles in den USA.
Neben Themen aus dem Weltraum, hat sie auch aus anderen Ländern der Welt berichtet, u. a. aus Australien, der Arktis, China, Nordkorea und Tibet.
Cruddas sitzt im Vorstand von „Space For Humanity (S4H)“, einer US-amerikanischen gemeinnützigen Organisation, die sich für die Demokratisierung des Zugangs zum Weltraum einsetzt.

## Publikationen
- DK Find Out!: Solar System, Weltall : was willst du heute wissen?, 2018, Dorling Kindersley Verlag GmbH, ISBN 978-3-8310-3688-2
- The Space Race: The Journey to the Moon and Beyond, Auf ins Weltall, 2019, Dorling Kindersley Verlag GmbH, ISBN 978-3-8310-3742-1
- Do You Know About Space?,  	Weltall? Weshalb? Deshalb!, 2018, Dorling Kindersley Verlag GmbH, ISBN 978-3-8310-3475-8
- Look Up: Our story with the stars (mit Michael Collins), HQ/Mira, London, 2021.
- Moon Paradise Assouline Publishing, 2022.